# Aaron Austin
Aaron Austin (24 de abril de 1971 -) es un actor pornográfico estadounidense que ha actuado principalmente en películas pornográficas gay pero también en algunos filmes bisexuales.
En algunos de los filmes en los que aparece, solamente se masturba, pero en otros toma parte en actos sexuales anales jugando el rol de activo. En el filme Jock-A-Holics del año 1993 jugó el papel de pasivo con Phil Bradley y Eric Houston. Su aparición más reciente en un filme pornográfico fue en Jack Trade Solos dado a conocer por Sports & Recreation Video, en el 2000, una colección de escenas de hombres masturbándose.
Además de sus créditos fílmicos, Aaron Austin aparece en la lista de Internet Movie Database (IMDb) como un electricista para la película Cherry Crush producida en 2006 y como miembro del departamento de sonido para la película Who's Your Daddy? (¿Quién es tu papi?).
En el 2005, trabajó como entrenador personal en Palm Springs, California de "Eric Weaver", para GET-IT Personal Fitness Training, que él fundó.

## Videografía
- Aaron Austin: A Day in the Life, 1993
- Advanced Male Masturbation Techniques, 1996
- Anal X-Tremes, 1996
- Assume The Position, 1998
- Auditions 2: Austin the Afflictor
- Basic Plumbing, Falcon Video Pac 86, 1993
- Bike Bang, 1994
- Bi-Athelon, 1993 (bisexual)
- Bi-Witched, 1994 (bisexual)
- Bondage in Oil Tagteam Takedown, 1995
- Buffed & Sucked, 1998
- Choose Me, Mustang Video Pac 17, 1992
- Cody Exposed, 1993
- Dax, 1996
- Desert Oasis, Jocks Video Pac 59, 1993
- Dirk Yates Private Collection15 Volume 60
- Dirty Boys
- Erotic Confessions
- Facial Cumshot Spectacular, 1997
- Fast Moves, 1994
- Glory Holes 29—Macho Meat Men
- Guys Who Crave Big Cocks, 1998
- Hammer It Home, 1997
- Hand Solo, 1999
- Hands On, Mustang Video Pac 31, 1994
- Heads or Tails, Mustang Video Pac 19 1992
- Hidden Agenda, 1993
- Hog Tool
- Hometown Boys, 1997
- Hot Properties, 1995
- Hung Up, 1994
- Idol In The Sky, 1996
- Indecent Proposition, 1993
- Inside Karl Thomas, 1994
- The Insiders, 1995
- Into the Night, 1992
- Iron Stallions, 1992
- Jock Off J/O, 1995
- Jock Trade Solos, 2000
- Jock-A-Holics, 1993
- The Journey, 1995
- Junior Varsity, 1993
- Limited Entry, 1995
- The Look of a Man, Mustang Video Pac 33, 1994
- Male Tales: The Interactive Game, 1998
- Mark Andrews & Friends
- Masquerade, 1995
- Memories of Summer, 1992
- Mentor, 1995
- Muscle Men No. 1, 1994
- Nut Nectar, 1998
- Obsessively Compulsive, 1993
- Older & Bolder, 1997
- One Track Mind, 1995
- On the Rise, 1993
- Original Sin, 1995
- The Paper Boy, 1992
- Playing To Win, 1996
- Poolside Passions
- Pumping Iron Men
- Raging Big and Hard, 1996
- Rim Jobs, 1998
- Risky Sex
- Safe Sex—A Gay Man's Guide, 1994
- San Francisco Bed & Breakfast, 1994
- Sex Wrestling 1, 1996
- Single White Male, 1992
- Skin Tight, 1993
- Skin Tight, Mustang Video Pac 23, 1993
- Slaves for Hire
- Smells Like a Man, 1992
- Solid Flesh, 1993
- The Sperminator, 1993
- Splash Tops, Mack Studio Video Pac 3, 1992
- Spring Fever, 1994
- SteelAway, 1996
- Sticky Gloves
- Stop or I'll Shoot, 1994
- Sunsex Blvd., 1993
- Switch Hitters 7, 1994 (bisexual)
- Take it Like a Man, 1994
- Three Faces of Pain, 1994
- Twin Exposure, 1994
- Tyler Scott—Day of Decadence, 1994
- Uncensored: All Male Sex, 1998
- Virtual Vanity, 2002 (bisexual)
- XXX Muscle Men, 1998